# Nigidius lichtensteini
Nigidius lichtensteini es una especie de coleóptero de la familia Lucanidae.

## Distribución geográfica
Habita en Célebes y Luzon.